# Codariocalyx gyroides
Codariocalyx gyroides là một loài thực vật có hoa trong họ Đậu. Loài này được (Link) Hassk. miêu tả khoa học đầu tiên.